# Miladin Jovčić
Miladin Jovčić (...) è un ex giocatore di football americano serbo, che ha giocato nel ruolo di defensive back.